# شیرین‌درق
شیرین‌درق یکی از روستاهای استان آذربایجان شرقی است که در دهستان اوچ‌هاچا بخش مرکزی شهرستان اهر واقع شده‌است.این روستا ۱۶۵ نفر جمعیت دارد.